# Dymyne (rejon nowoukraiński)
Dymyne (ukr. Димине) – wieś na Ukrainie, w obwodzie kirowohradzkim, w rejonie nowoukraińskim. W 2001 liczyła 201 mieszkańców, spośród których 189 posługiwało się językiem ukraińskim, 5 rosyjskim, a 7 mołdawskim.